# Mondo Gabibbo
Mondo Gabibbo è stato un varietà televisivo italiano di Antonio Ricci trasmesso tra il 1991 e il 1992 su Italia 1. 

## Il programma
Il programma, della durata di mezz'ora, ha debuttato il 7 ottobre 1991 e andava in onda quotidianamente nella fascia pomeridiana. Era condotto dal Gabibbo, un pupazzo rosso creato dall'autore televisivo Antonio Ricci, presente in diverse trasmissioni da lui firmate. Ad affiancarlo vi erano la Gabibba, la sua cara cugina napoletana, la velina di Striscia la notizia Cecilia Belli (chiamata "ragassa" dallo stesso pupazzo) e il macaco Perdibraghe (per via dell'omonimo brano scritto da Fabrizio Berlincioni e Franco Fasano ed interpretato da Ricci, che fa la voce del cantata del pupazzo), che è un tipico bauscia milanese.

## Accoglienza
Il programma non ebbe molto successo e andò in onda fino al 1992, quando venne cancellato per ascolti insoddisfacenti.